# Бернасовський Володимир
Бернасовський Володимир (15.07.1901, с. Соколівка Ольгопільський повіт, Подільської губернії, після 3.06.1922 Крижопільський район Вінницької області — дата смерті невідома) -  український військовик, козак Армії УНР.
Відповідно до українського законодавства є борцем за незалежність України у ХХ столітті.

## Біографія
Бернасовський Володимир в 1918 році закінчивши 3 класи Подільської духовної семінарії, після чого вступив до української армії. Навчався у Спільній юнацькій школі. У 1921 р. вступив до Кременецької духовної семінарії, закінчив її 2 червня 1922 року. Вже наступного дня подав документи на економічний відділ УГА в Подєбрадах. Прийнятий, але без стипендії. У серпні 1922 р. почав вживати заходів щодо вступу до Чеської високої школи, відтак попросив виключити його зі складу студентів УГА.
Бернасовський Володимир був земляком Федора Денисовича Нікітіна, командира полку Армії УНР.
Подальша доля невідома.